# Pee-wee's Big Holiday
 (août 2025).
Série
Big Top Pee-wee
(1988)
Pour plus de détails, voir Fiche technique et Distribution.
Pee-wee's Big Holiday est un film américain de John Lee sorti sur Netflix en 2016. 
Le film raconte les aventures de Pee-wee Herman bien après les évènements des films Pee-wee Big Adventure (1985) de Tim Burton et sa suite, Big Top Pee-wee (1988) de Randal Kleiser.

## Synopsis
Pee-wee Herman habite à Fairville où il travaille comme cuisinier au Dan's Diner. Très apprécié des clients, il est très attaché à son quotidien et à sa ville. Un jour, il rencontre l'acteur Joe Manganiello avec qui il se lie d'amitié. Ce dernier lui propose de quitter Fairville pour la première fois de sa vie pour aller à New York et fêter l'anniversaire de Joe. Ainsi, Pee-wee Herman commence un long voyage à travers les États-Unis, plein de rencontres.

## Fiche technique
- Titre original : Pee-wee's Big Holiday
- Réalisation : John Lee
- Scénario : Paul Reubens, Paul Rust
- Musique : Mark Mothersbaugh
- Production : Paul Reubens, Judd Apatow
- Sociétés de production : Apatow Productions, Pee-wee Pictures
- Société de distribution : Netflix
- Pays d'origine :  États-Unis
- Langue : anglais
- Format : Couleur - 35 mm - 1,85:1 - son Dolby Surround
- Genre : comédie
- Durée : 89 minutes
- Dates de sortie :
  - États-Unis/France/Belgique : 18 mars 2016

## Distribution

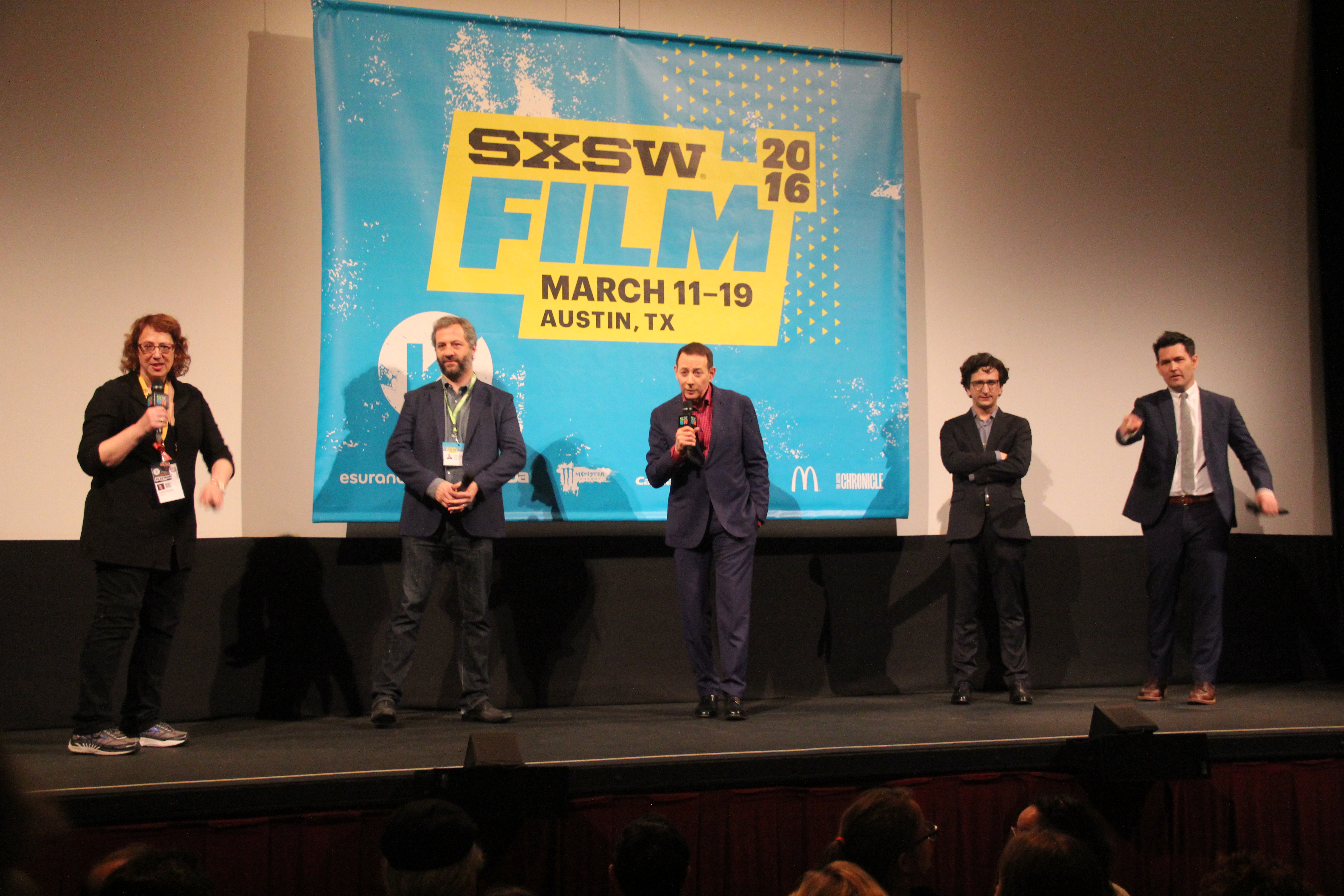
Avant-première du film Pee-wee's Big Holiday en 2016.

- Paul Reubens (VF : Jean-Loup Horwitz) : Pee-wee Herman
- Joe Manganiello (VF : Arnaud Arbessier) : lui-même
- Jessica Pohly (VF : Anne Dolan) : Pepper
- Alia Shawkat (VF : Léovanie Raud) : Bella
- Stephanie Beatriz (VF : Sybille Tureau) : Freckles
- Brad William Henke (VF : Antoine Tomé) : Grizzly Bear Daniels
- Hal Landon Jr. (VF : Michel Ruhl) : le fermier Brown
- Diane Salinger (VF : Annie Le Youdec) : Penny King
- Patrick Egan (VF : Richard Leblond) : Gordon
- Christopher Heyerdahl (VF : Daniel Lafourcade) : Ezekiel
- Robert Broski (VF : Philippe Catoire) : Abraham Lincoln
- Jordan Black (VF : Olivier Podesta) : Yul l'extra-terrestre

## Commentaires
- Pee-wee Big Holidays est la suite de Big Top Pee-wee sorti en 1988 de Randal Kleiser et de Pee-wee Big Adventure sorti en 1985 de Tim Burton mettant en scène Pee-wee Herman. Ce qui en fait l'une des suites à sortir le plus longtemps après les films originaux, trente-et-un an après le premier film et vingt-huit ans après le deuxième.